# 牙狼〈GARO〉-紅蓮之月-
《牙狼－紅蓮之月－》（日語：牙狼 -紅蓮ノ月-）是《牙狼》系列的第二部動畫作品。於2015年8月公佈《牙狼》新系列動畫啟動，並於2015年10月9日開始在東京電視網等頻道播放。
故事以日本平安時代作為舞台，此次黃金騎士所活躍的舞台是「平安之都」。

## 故事概要
發生在平安時代的故事。

## 主要人物
雷吼（聲：中山麻聖）
本作主角，黃金騎士·牙狼，本名源賴光。少時遭到父親的拋棄，母親被火羅殺死後被星明撫養長大，成為一名出色的魔戒騎士。
星明（聲：朴璐美）
本作女主角，天資卓越的魔戒法師，為陰陽師望族安武家和賀茂家的後代。出身名門個性卻稍顯輕浮，喜愛收藏一些奇怪的舊貨。
金時（聲：矢島晶子）
雷吼的隨侍，對其忠心耿耿。年逾不惑卻保持著少年的外表。作為武器的兩條棍棒能辨別出火羅的身份。
藤原保輔（聲：浪川大輔）
本作第二名騎士，白蓮騎士·斬牙。
來自藤原南家，後因心愛之人死去憤而捨棄貴族身份，改做盜賊並化名袴垂，專偷貴族財物接濟貧苦，後繼承藤原家的白蓮騎士盔甲。

## 光宮
藤原道長（聲：堀内賢雄）
權傾朝野的當朝左大臣，天皇的岳父。想利用陰陽師及魔戒騎士的力量長久統治天下的野心家，與蘆屋道滿為雙胞胎兄弟。
安武晴明（聲：天神英貴）
光宮的首席陰陽師，人稱京城第一陰陽博士，星明的祖父。

### 道長四天王
賀茂保憲（聲：駒谷昌男）
星明的外祖父。對略勝他一籌的安武晴明十分嫉恨。
藤源保昌（聲：星野貴紀）
保輔的兄長。
源 賴信（聲：野村勝人）
雷吼同父異母弟弟。
四條公任（聲：佐佐木望）
本名藤源公任。

## 其他
蘆屋道滿（聲：關智一）
藤原道長孿生兄弟，道魔法師的弟子。
出生即被父母拋棄，一心消滅世上所有的光，造就真正黑暗的世界，為此解放嶐鑼。
道魔法師（聲：土師孝也）
前任蘆屋道滿，擁有強大的法力，曾為星明的師傅，後淪為道魔法師。
稻荷・三狐神（聲：佐咲紗花、鵜殿麻由、佐藤依莉子）
狐仙，番犬所主事。
常若（聲：宮野真守）
金時的前身，看似二十出頭，實際上已四十幾歲，因繼承受詛咒的盔甲，穿上盔甲後會被奪取生命力造成返老還童之象，同時記憶也會衰退。
和泉式部（聲：日高範子）
情報屋，為京城的三教九流提供情報咨詢，但每次接受委託後都要收取巨額報酬。
隱藏實力不俗，遇到火羅襲擊也能快速逃走，多年來容顏不衰，喜歡別人稱她和泉醬。
多田新發意（聲：辻親八）
本名源滿仲，前代黃金騎士，雷吼與賴信之父。
玉櫛（聲：折笠富美子(第25話)，本篇聲演為岡本沙保里）
雷吼母，源滿仲的原配。
赫夜（聲：大橋彩香）
享譽京城的深閨名媛，真身為安武家製造出來封印嶐鑼的人形魔導具。
藤原時忠（聲：大塚明夫）
藤原家上一任白蓮騎士，出走後化名天戒丸，自知生命將盡，遂將斬牙盔甲傳承給保輔。

## 電視動畫
2016年7月6日，隨BD/DVD Box2發售第25話「刻蝶」。

### 製作人員
- 原作：雨宮慶太
- 監督：若林厚史
- 助監督：松見真一
- 系列構成：會川昇、井上敏樹
- 劇本：吉岡孝夫、水上清資、和智正喜、豬爪慎一、村越繁
- 主角色設定：桂正和
- 動畫角色設定：海老原雅夫
- 火羅設計：後藤伸正、山下香織
- 道具設計：新妻大輔
- 美術監督：瀧口勝久
- 美術設定：高橋麻穗
- 攝影監督：淺川茂輝
- 色彩設計：中村千穗
- CG監督：難波克毅
- 編集：廣瀨清志
- 音樂：MONACA
- 音樂製作人：井上俊次
- 音響監督：久保宗一郎
- 音響效果：山谷尚人
- 音響製作：東北新社
- 執行監製：二宮清隆
- 創作監製：丸山正雄
- 企劃監製：久保亨
- 監製：鷹木純一
- 特別協力：Sansei R&D
- 動畫製作：MAPPA、東北新社
- 製作：東北新社

### 主題曲
片頭曲
（第1－14話）
作詞：奧井雅美，作曲：影山浩宣，編曲：須藤賢一，主唱：JAM Project（分別由以下成員獨唱）
- 影山浩宣（第1、2話）
- 北谷洋（第3、4話）
- 奧井雅美（第5、6話）
- 福山芳樹（第7、8話）
- 遠藤正明（第9、10話）
- JAM Project（第11－14話）

（第15－25話）
作詞：奧井雅美，作曲：影山浩宣，編曲：鈴木マサキ、寺田志保，主唱：JAM Project
片尾曲
（第1－14話）
作詞：佐咲紗花，作曲：奧井雅美，編曲：鈴木マサキ，主唱：佐咲紗花 with 三狐神囃子（鵜殿麻、佐藤依莉子）
（第15－25話）
作詞：佐咲紗花，作曲：奧井雅美，編曲：（GEEKS），主唱：三狐神囃子（大橋彩香、佐咲紗花、鵜殿麻由、佐藤依莉子）

### 各話列表
| 話數              | 日文標題 | 中文標題 | 劇本            | 分鏡              | 演出                  | 作畫監督                                                                   |
| ----------------- | -------- | -------- | --------------- | ----------------- | --------------------- | -------------------------------------------------------------------------- |
| 第1話             |          | 陰陽     | 井上敏樹 會川昇 | 若林厚史          | 豬狩崇                | 相馬滿、高乘陽子                                                           |
| 第2話             |          | 緣刀     | 會川昇          | 下田正美          | 駒屋健一郎            | 柳瀨讓二、服部一郎 阿部弘樹                                                |
| 第3話             |          | 詛咒     | 會川昇          | 波多正美          | 波多正美              | Yang Jeong Hee                                                             |
| 第4話             |          | 赫夜     | 和智正喜        | 小林治            | 林明偉 板井寬樹       | 高澤美佳、新沼大祐                                                         |
| 第5話             |          | 袴垂     | 村越繁          | 佐藤真二          | Kim Min Sun           | Ji Yang Ho Kim Seong Beom                                                  |
| 第6話             |          | 伏魔     | 水上清資        | 武藤健司          | Kim Dong Jun          | Kim Bo Kyung Hwang Mi Jeong                                                |
| 第7話             |          | 母女     | 會川昇          | 林明偉            | 武藤健司              | 桑原剛、高乘陽子 小磯沙矢香、外山陽介 大江香織、高澤美佳                   |
| 第8話             |          | 兄弟     | 會川昇 猪爪慎一 | 下田正美          | 波多正美              | Yang Jeong Hui Um Ik Hyeon Kim Seong Beom                                  |
| 第9話             |          | 光滅     | 吉岡孝夫        | 小林治            | Kim Min Sun           | Kim Bo Kyung Li Min Bae Kim Myung Hyun Kim Seong Beom                      |
| 第10話            |          | 一寸     | 豬爪慎一        | 川尻義昭          | 山口美浩              | 小畑賢、服部憲知 永吉隆志                                                  |
| 第11話            |          | 斬牙     | 和智正喜        | 林明偉            | 伴保典 板井寬樹       | 日向正樹、高乘陽子 桑原剛、外山陽介                                        |
| 第12話 （特別篇） |          | 曲宴     | 不適用          | 不適用            | 井野十兵 平井省太郎   | 不適用                                                                     |
| 第13話            |          | 相剋     | 村越繁          | 中村哲治          | Kim Dong Sik          | Li Min bae Ryu Seung cheol Kim Bo Gyeong                                   |
| 第14話            |          | 星明     | 水上清資        | 豬狩崇            | 豬狩崇                | 大津直、高乘陽子 高澤美佳                                                  |
| 第15話            |          | 心月     | 村越繁          | 下田正美          | 牧田佳織              | 外山陽介、高原修司 北村友幸、富田佳亨 桑原剛                               |
| 第16話            |          | 低劣     | 水上清資        | 室井富美江        | 波多正美              | Kim Myeong Hyeon Lee Min Bae Kwon Hyeok Jeong                              |
| 第17話            |          | 兇惡     | 和智正喜        | 川尻義昭          | Kim Min Sun           | Kim Bo Kyung Ryu Seung Chul Jang Kil Yong Kwon Hyuk Jung Kim Myung Hyun    |
| 第18話            |          | 星滅     | 豬爪慎一        | 中村哲治          | 板井寬樹              | 日向正樹、清瀨籠 高乘陽子、沓澤陽子 外山陽介                               |
| 第19話            |          | 繚亂     | 村越繁          | 永居慎平 林明偉   | 小野田雄亮            | 大津直、桑原剛 Lee Min bae、本間充                                         |
| 第20話            |          | 宿主     | 水上清資        | 川尻義昭          | 豬狩崇 Mudang Jiansae | Ryu Seung Chul Kwon Hyuk Jung Kim Myung Hyun                               |
| 第21話            |          | 對決     | 和智正喜        | 永居慎平 佐藤真二 | 山口美浩              | 小畑賢、永吉隆志 桐谷真咲、坂由香里 服部益實、松下純子                     |
| 第22話            |          | 共鳴     | 村越繁          | 中村哲治 下田正美 | 波多正美              | Lee Min-bae Oh Yang-hyeon Eom Ik-yun                                       |
| 第23話            |          | 嶐鑼     | 村越繁          | 中村哲治 永居慎平 | Kim Min Sun           | Kim Myung Hyun Kwon Hyuk Junk Lee Min Bae                                  |
| 第24話            |          | 討月     | 豬爪慎一 久保亨 | 川尻義昭 武藤健司 | 豬狩崇 武藤健司       | 海老原雅夫、大津直 高乘陽子、桑原剛                                        |
| 第25話            |          | 刻蝶     | 村越繁          | 永居慎平 林明偉   | 波多正美              | 海老原雅夫、Kim Myeong Hyeon Ryu Seung Chul Kim Bo Gyeong Kwon Hyeok Jeong |

### 播放電視台
日本深夜動畫：下文記載的日本国内播放時間使用日本標準時間（UTC+9）表示。因為部分時間标识會採用30小时制，因此請留意这类超过24:00的时间，其實際播放時間為翌日清晨。
| 播放地區       | 播放電視台   | 播放日期                     | 播放時間（UTC+9）         | 所屬聯播局 | 備註   |
| -------------- | ------------ | ---------------------------- | ------------------------- | ---------- | ------ |
| 關東廣域圈     | 東京電視台   | 2015年10月9日－2016年4月1日  | 星期五 25時23分－25時53分 | 東京電視網 |        |
| 北海道         | TV北海道     | 2015年10月9日－2016年4月1日  | 星期五 25時23分－25時53分 | 東京電視網 |        |
| 岡山縣、香川縣 | 瀨戶內電視台 | 2015年10月9日－2016年4月1日  | 星期五 25時53分－26時23分 | 東京電視網 |        |
| 愛知縣         | 愛知電視台   | 2015年10月9日－2016年4月1日  | 星期五 26時05分－26時35分 | 東京電視網 |        |
| 大阪府         | 大阪電視台   | 2015年10月9日－2016年4月1日  | 星期五 26時10分－26時40分 | 東京電視網 |        |
| 福岡縣         | TVQ九州放送  | 2015年10月10日－2016年4月2日 | 星期六 25時55分－26時25分 | 東京電視網 |        |
| 福井縣         | 福井電視台   | 2015年10月15日－             | 星期四 25時45分－26時15分 | 富士新聞網 |        |
| 日本全國       | STAR Channel | 2015年10月16日－             | 星期五 20時15分－20時45分 | 衛星電視   | 有重播 |
| 日本全國       | NICONICO直播 | 2015年10月16日－             | 星期五 24時00分－24時30分 | 網絡電視   |        |
| 日本全國       | NICONICO頻道 | 2015年10月16日－             | 星期五 24時30分 更新      | 網絡電視   |        |
| 日本全國       | 萬代頻道     | 2015年10月17日－             | 星期六 12時00分 更新      | 網絡電視   |        |
| 日本全國       | 家庭劇場     | 2015年10月24日－             | 星期六 20時25分－21時00分 | 衛星電視   | 有重播 |
| 青森縣         | 青森朝日放送 | 2015年11月1日－              | 星期日 25時25分－25時55分 | 朝日電視網 |        |

## 外部連結
- 電視動畫「牙狼－紅蓮之月－」官方網頁
- 電視動畫「牙狼－紅蓮之月－」東京電視台節目網頁 （页面存档备份，存于）
- 牙狼動畫官方的X（前Twitter）